# 佛罗伦萨艺术史研究所

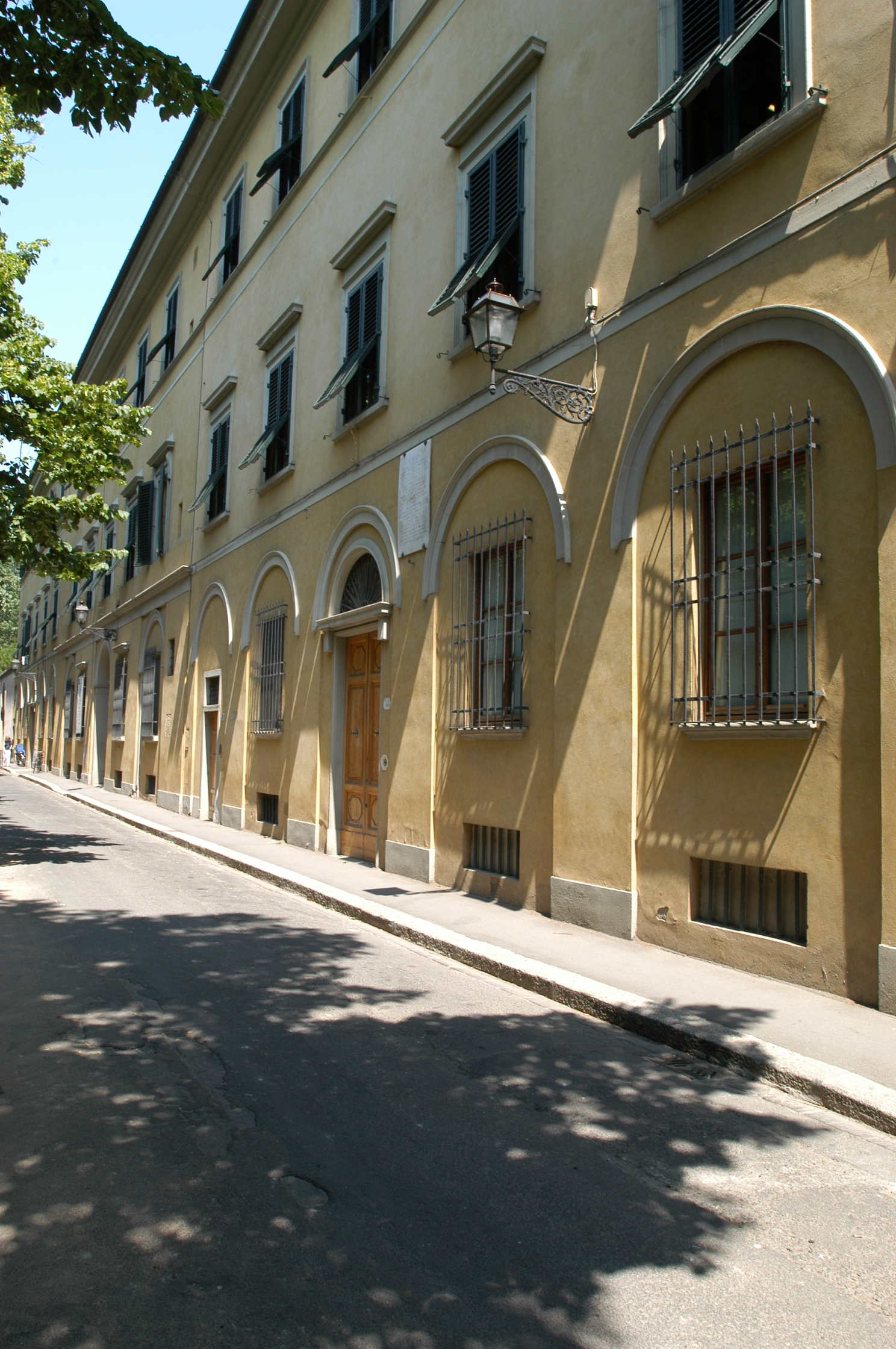
佛罗伦萨艺术史研究所

佛罗伦萨艺术史研究所（德语：Kunsthistorisches Institut in Florenz）是最古老的致力于意大利艺术与建筑史研究所之一。

## 历史
佛罗伦萨艺术史研究所成立于1897年，由一群独立的学者倡议，2002年以来属于马克斯·普朗克学会。研究所大约有60名学者，提升国际青年科学家和学者在其内部的议事日程上非常重要。佛罗伦萨艺术史研究所除了众多的个人研究项目、第三方资助项目，还与大学、博物馆和研究所进行多种国际合作，提供了进行大型中长期项目的平台。该研究所的资源，包括超过31万册藏书，其中有一些是极为罕见的，以及最广泛的意大利艺术照片库之一。佛罗伦萨艺术史研究所每天的访客高达100人次，是一个独特的，开放的平台，提供活跃的国际和跨学科的学术交流。

## 图书馆
在二战期间，希特勒运走图书馆的藏书，打算在德国重新建馆收藏。战后，美国占领军政府主持鉴定许多从意大利掠夺的主要藏品，并将其归还原主。佛罗伦萨艺术史研究所也在这时归还给在意大利的主人，虽然不是全部都完好无损。
国家档案和记录管理局的一张照片记录了一些返回的书籍。标题写着：“佛罗伦萨艺术史研究所，图书馆，1945年7月9日. 三辆汽车，578件书籍和绘画目录，来自巴登-符腾堡的海尔布隆盐矿，离开意大利后一直保存在那里。”